# 금지우
금지우(琴沚玗, 2001년 8월 29일 ~ )는 대한민국의 바둑 기사이다.

## 약력
서울 출신으로 한종진 바둑도장에서 바둑을 배웠다. 지도 사범은 조한승과 김세동, 한웅규 등이다. 2018년 제3회 안동시 참저축은행배 프로아마오픈전 본선 64강에서 이동훈 9단을 상대로 승리하여 이변을 일으켰고 2019년 통합연구생리그에서 내신 1위에 올라 입단에 성공했다. 2020년 제5기 미래의별 신예최강전 본선 4강에 진출했다. 2020년 2단을 거쳐 2021년에 3단으로 승단했다.